# GT賽車2
《GT賽車2》是一款在索尼PlayStation上发行的竞速游戏。《GT赛车2》由Polyphony Digital制作、索尼電腦娛樂于1999年发行。本游戏是《GT賽車》的续作。本游戏收到好评，在日本共售出171万份，在东南亚售出2万份，在北美地区售出396万份，在欧洲售出368万份。至2008年4月30日，共售出937万份。并最终成为索尼Greatest Hits游戏。
本作收到Metacritic93%的关注。《GT赛车2》也是第一款在Dreamcast上通过Bleemcast模拟的游戏。

## 制作
在收到《GT賽車》的未期待的成功之后，开发领导者山內一典开始计划制作一部更为优秀的作品《GT赛车2》。索尼电脑娱乐市场总监曾高度期望到“令人震撼和持续流行的《GT赛车》清楚的说明《GT赛车2》在假日之中以及之后成为最为火热的一款游戏之一”。Jack Tretton（索尼电脑娱乐的销售副主管）具有同样的热情。他期望“《GT赛车2》能够比初代销售得更好，并且持续具有这一系列游戏的动能”。
在游戏发行之初，玩家很快发现一些错误和故障。索尼电脑娱乐并没有忽略这个投诉。如果出现任何错误之后，他们提供更换。